# 3492 Petra-Pepi
3492 Petra-Pepi è un asteroide della fascia principale. Scoperto nel 1985, presenta un'orbita caratterizzata da un semiasse maggiore pari a 2,6151515 au e da un'eccentricità di 0,1443764, inclinata di 13,63057° rispetto all'eclittica.
L'asteroide è dedicato alla figlia della scopritrice.